# مهرجان عمان للكوميديا
مهرجان عمان للكوميديا مهرجان أردني عالمي مسرحي ، يهدف إلى ترسيخ موقع الأردن على الخريطة العالمية في فن الكوميديا المباشرة فضلا عن الإسهام في تعزيز الحركة السياحية في الأردن. تم افتتاح الدورة الأولى منه في ديسمبر 2008 في عمّان . المهرجان الفريد من نوعه يأتي ثمرة تعاون وثيق وشراكة قوية مع مهرجان الكوميديا العربية الأمريكية في نيويورك ، وهو نشاط قابل للنمو والتطور عاما بعد عام ، حيث يشارك في الفعاليات الترفيهية عدد من نجوم الكوميديا العرب والأجانب في بلاد المهجر. ويتضمن المهرجان مجموعة متنوعة من البرامج والمواهب الثقافية والفنية الأردنية والأمريكية من أصل عربي.